# معدن‌گیاه

گیاه‌پالایی از طریق استخراج گیاهی توسط فراانباشتگر. روی و مس از خاک به برگ‌های گیاه منتقل می‌شوند.

معدن‌گیاه (به انگلیسی: Phytomining) که گاهی به آن معدن‌کشت می‌گویند، مفهوم استخراج فلزات سنگین از خاک با استفاده از گیاهان است. به‌طور خاص، معدن‌گیاه با هدف سود اقتصادی است. این رویکرد از وجود بیش از حد تجمع‌کننده‌ها، پروتئین‌ها یا ترکیبات ترشح شده توسط گیاهان برای اتصال یون‌های فلزی خاص استفاده می‌کند. به این سنگ‌های استخراج‌شده، سنگ‌های زیستی می‌گویند. یک بررسی در سال ۲۰۲۱ به این نتیجه رسید که قابلیت حیات تجاری معدن‌گیاه «محدود» است زیرا فرآیندی کند و ناکارآمد است.

## تاریخچه
معدن‌گیاه برای اولین بار در سال ۱۹۸۳ توسط روفوز چینی (Rufus Chaney)، یک متخصص کشاورزی وزارت کشاورزی ایالات‌متحده پیشنهاد شد. او و آلن بیکر (Alan Baker)، استاد دانشگاه ملبورن، اولین بار آن را در سال ۱۹۹۶ آزمایش کردند. آنها و همچنین جی اسکات آنگل و یین مینگ لی، در سال ۱۹۹۵ حق ثبت اختراعی را در مورد این فرایند ثبت کردند که در سال ۲۰۱۵ منقضی شد.

## مزایا
معدن‌گیاه، در اصل، کمترین پیامدهای زیست‌محیطی معدن‌کاوی را ایجاد می‌کند. معدن‌گیاه همچنین می‌تواند فلزات سنگین با عیار پایین را از زباله‌های معدن حذف کند.